# Chubby Brown
Chubby Brown, artiestennaam van Royston Vasey, (Middlesbrough, 3 februari 1943) is een Brits komiek. Brown is sedert de jaren 60 actief en heeft een grote schare fans met zijn optredens opgebouwd, ofschoon hij zelden tot nooit op de televisie of radio verschijnt, omdat hij als te aanstootgevend wordt beschouwd. Hij staat bekend om zijn afkeer van politieke correctheid, en zijn optredens worden gekenmerkt door een overvloedig gebruik van krachttermen (fucking, cunt, shit en dies meer) en opzettelijke provocatie. Niettegenstaande zijn relatieve afwezigheid in de Britse mainstream-media heeft hij in de loop der jaren miljoenen aan zijn dvd’s verdiend. Zijn bekendste commerciële hit is het nummer Who the Fuck Is Alice? uit 1995, een parodie op het nummer Living Next Door to Alice van Smokie, naar het voorbeeld van de Nederlandse act Gompie.

## Carrière
Brown had een ongelukkige jeugd en belandde op zijn veertiende in een verbeteringsgesticht. In de jaren 60 en 70 begon hij in Working Men’s Clubs op te treden, een soort sociale lokalen voor de Noord-Engelse arbeidersklasse, waarin cabaret- en humoroptredens georganiseerd worden. Algauw ontdekte hij dat hij meer kon verdienen door schunnige, controversiële humor te brengen. Om in het levensonderhoud van zijn gezin te voorzien, begon hij zijn eigen komediestijl te ontwikkelen, in een genre dat in het Engels blue comedy wordt genoemd. In de jaren 70 trad hij onder andere met de (eveneens provocatieve) Bernard Manning op, die sommige van Browns grappen te ver vond gaan. Sedertdien treedt Brown in diverse zalen in het noorden van Engeland op, waaronder geregeld in Blackpool. Brown heeft zeven kinderen en woont afwisselend in zijn geboortestad Middlesbrough en in Lincoln. Begin jaren 2000 werd bij hem keelkanker gediagnosticeerd, waarna een van zijn stembanden operatief verwijderd werd. In 2007 publiceerde hij zijn autobiografie, Common as Muck! getiteld.

## Stijl
Chubby Brown treedt steevast in een soort clownskostuum op dat van een kleurrijke lappendeken gemaakt lijkt, met een vlinderdas. Daarbij draagt hij een stofbril en een ouderwetse, lederen kap voor vliegeniers op zijn hoofd. Aan het begin van zijn performance scandeert het publiek de woorden „You fat bastard!”, terwijl hij het podium betreedt. Hij danst hier een moment op, en antwoordt vervolgens: „Fuck off!”. Er bevindt zich gewoonlijk een piano op het podium, waarop hij enkele liedjes speelt waarvan het publiek dikwijls het refrein moet zingen (dat niet zelden uit „Fuck you” bestaat). Tijdens zijn optreden vertelt hij grappen over seksisme, racisme, homofobie en politiek, waarbij hij somtijds door verontwaardigde toeschouwers wordt uitgejouwd. Daarnaast brengt hij geregeld woordhumor. Als rekwisieten heeft hij onder andere van een gollywog gebruikgemaakt en van een opblaaspop die de mediapersoonlijkheid Jade Goody moest voorstellen, die hij op het podium cunnilingus verschafte. Bij tijd en wijle eindigt zijn performance zoals ze begon, namelijk met het publiek dat „You fat bastard!” roept.

## Trivia
- De serie The League of Gentlemen speelt zich in Royston Vasey af, de echte naam van Chubby Brown. Hij speelde in de reeks enkele gastoptredens als de burgemeester van het stadje.
- De animatiefilm Fat Slags — Dirty Weekend uit 1994, gebaseerd op de gelijknamige figuren uit Viz, bevat een parodie op Chubby Brown, waarin zijn optreden hoofdzakelijk over „de kut van mijn vrouw” gaat en hij aan een toeschouwster een glas urine cadeau doet.

## Dvd’s
- 1991: The Helmet Rides Again
- 1993: Exposed
- 1994: Jingle Bollocks
- 1998: Chubby Goes Down Under And Other Sticky Regions
- 2000: Thunder Bollocks
- 2000: Saturday Night Beaver
- 2000: You Fat Bastard!
- 2001: Roy Chubby Brown is the Outrageous Stocking Filler
- 2001: Clitoris Allsorts
- 2001: Obscene And Not Heard
- 2002: Roy Chubby Brown: Standing Room Only
- 2003: Bad Taste
- 2004: Giggling Lips
- 2005: King Thong
- 2006: Kick Arse Chubbs
- 2007: The Good, The Bad And The Fat Bastard
- 2008: Tasty Threesome
- 2008: Dirty Weekend in Blackpool — Live
- 2009: Too Fat To Be Gay
- 2009: From Inside The Helmet
- 2009: The Helmet’s Last Stand
- 2010: Roy Chubby Brown Live: Pussy And Meatballs
- 2012: Roy Chubby Brown’s Front Page Boobs
- 2013: Roy Chubby Brown Live — Who Ate All The Pies?
- 2014: Don’t Get Fit, Get Fat!